# 1011 en santé et médecine
| Années de la santé et de la médecine : 1008 - 1009 - 1010 - 1011 - 1012 - 1013 - 1014  |
| Décennies de la santé et de la médecine : 980 - 990 - 1000 - 1010 - 1020 - 1030 - 1040 |

Cet article présente les faits marquants de l'année 1011 en santé et médecine.

## Événement
- 1011-1223 : établissement au Vietnam, sous la dynastie des Ly, d'un service de « médecins royaux » chargés de veiller sur la santé du roi et de diffuser la connaissance et la pratique de leur art dans l'ensemble du pays[1].